# Johann Heinrich Schmelzer
Johann Heinrich Schmelzer (Scheibbs, 1620 – Praga, 1680) è stato un compositore e violinista austriaco.

## Biografia
Famosissimo e rinomato virtuoso del violino, scrisse numerosi balletti (sotto forma di intermezzi o di suite, con frequenti richiami popolari) per le rappresentazioni di opere italiane allestite nella città di Vienna tra il 1675 e il 1680. Compose inoltre alcuni oratori; ma assai più notevoli sono le sonate per violino solo, che influenzarono successive esperienze di Biber e Walther ed in cui si nota la tecnica della scordatura, introdotta dall'italiano Marco Uccellini.

## Opere principali
- Lamento sopra la morte di Ferdinando III (1657)
- Duodena selactarum sonatarum (1659)
- Sacroprofanus concentus (1662)
- Sonatae unarum fidium seu per violino solo (1664)
- Die musikalische Fechtschul (1668)
- 150 suites, musica vocale e musica sacra